# 星羅
星羅（せいら、1989年5月4日 - ）は、日本のファッションモデル、シンガーソングライター。旧所属事務所はソニー・ミュージックアーティスツ。身長170cm。東京都出身・在住。本名：藤本星羅（ふじもと せいら）。

## 概要
2007年にPS専属モデルオーディションで1,000人の中から選ばれ、西川星羅名義で大出千尋とともにPS専属モデルとなる。
中学1年生の時に独学でギターを始め、高校時代から自身で作詞作曲を行うようになる。2008年より本格的に音楽活動を始め、7月19日にはデビュー前ながらap bank fes '08に出演する。10月1日にタワーレコード限定シングル「He's in love with her.」を発売。11月5日にはミニアルバム『コンパス』でデビュー。
2009年より、サントリーフーズ『なっちゃん』の5代目イメージキャラクターに選ばれ、タレントとしても活動を始める。5月13日にはシングル「数字と恋」でDefSTAR RECORDSよりメジャーデビュー。

## 出演

### 雑誌
- PS（専属モデル）
- non-no
- saita

## ディスコグラフィー

### シングル
1. He's in love with her.（2008年10月1日）
  - タワーレコード限定発売
  - 鹿児島テレビ放送『ナマ・イキVOICE』2008年11月度エンディングテーマ
  - KBCラジオ『KBCラジオ カットラ!』2008年11月度エンディングテーマ
2. はじまりは今（2009年3月）
  - ライブ会場限定発売
  - サントリーフーズ『なっちゃん』CMソング
3. 数字と恋（2009年5月13日）
4. ラブレターのかわりにこの詩を。（2010年1月20日） 
  - テレビアニメ『テガミバチ』オープニングテーマ曲
5. 心配ばっかもうしなくていいよ（2011年10月5日）

### ミニアルバム
1. コンパス（2008年11月5日）
  - 「"U"」：FM鹿児島『μFM W-ing Up』2008年11月度エンディングテーマ

### アルバム
1. ミディアイム（2011年11月9日）

### 参加作品
- Sakura Bossa（2008年2月27日）
  - 「チェリー」「チェリーブラッサム」カバー収録
- THIS IS FOR YOU〜THE YELLOW MONKEY TRIBUTE ALBUM（2009年12月9日）
  - 「空の青と本当の気持ち」カバー収録
- at Rie sessions (2010年3月31日）
  - M11「ひとつひとつ」 作詞・作曲Rie fu 参加アーティスト　星羅 椎名純平 クリス智子 紗希